# Industrialisering
 Der er for få eller ingen kildehenvisninger i denne artikel, hvilket er et problem. Du kan hjælpe ved at angive troværdige kilder til de påstande, som fremføres i artiklen.

Ved industri forstås brugen af ”mekaniske” kraftkilder til at fremstille varer og forædle råvarer. Udtrykket industrialisering bruges om overgangen til damp, gas, olie, elektricitet som kraftkilder. Frem til industrialiseringen var al produktion bundet til de steder, hvor man havde bygget møller til at udnytte kraften fra vand og vind. Inden industrialiseringen var størstedelen af befolkningen beskæftiget med primære erhverv som landbrug, fiskeri, skovbrug og minedrift). Nu skete en omfattende ændring af samfundet, hvor de fleste fik arbejde i sekundære erhverv med bearbejdning af råvarer inden for industrien. Senere fik mange ansættelse i nye former for tjenesteydende erhverv.

## Industrialiseringen øger produktiviteten
Inden industrialisering er der nære relationer mellem samfund og naturgrundlag, på grund af den tætte sammenhæng mellem råvareproduktion, forædling og forbrug. Det skal forstås på den måde, at fødevarer og forbrugsgoder primært bliver produceret til eget behov, hvis ikke af forbrugeren selv, så inden for familien eller nærmiljøet.
Ved industrialisering ændres disse relationer mellem det menneskelige samfund og naturgrundlaget. Det giver sig udtryk ved, at man over en bred front udnytter naturgrundlaget og andre produktionsfaktorer på nye og ofte mere intensive måder, med store produktivitetsstigninger som følge.
Ændringerne sker inden for:
- Organisering: Store dele af produktionen organiseres i samlede enheder (fabrikker). Der er derfor ikke længere personlig kontakt mellem producent og bruger, hvilket giver plads til et formidlende mellemled, fx i form af butikker og andre salgskanaler.
- Energi: Vand- og vindkraft samt muskelkraft fra dyr og mennesker og varmeenergi fra planter erstattes af maskiner drevet af livløse fossile brændstoffer fra store, tidligere ubrugte kilder som damp, gas, kul og olie (senere også elektricitet).
- Arbejdsprocesser: Maskiner overtager en række arbejdsoperationer, som mennesker tidligere udførte. Det fører til en mere vidtgående arbejdsdeling og specialisering for eksempel i form af samlebåndsarbejde.
- Råvarer: Nye råvarer tages i brug i stor målestok, og ofte erstattes organiske stoffer med mineralske.
- Marked: Landbruget skal nå et niveau, hvor man ikke længere er henvist til kun en selvforsyningsøkonomi. Der opstår en ny pengeøkonomi, hvor landbruget indgår i en arbejdsdeling som leverandør til industrien og som afsætningsmarked for industrivarer. Landbruget tager industrielle maskiner i brug i sin produktion, for eksempel tærskeværker og traktorer.

## Konsekvenser af industrialisering
Drivkraften ved industrialisering er, at der kan produceres langt flere varer og langt hurtigere end tidligere. Produkterne bliver billigere til gavn for både producenter og forbrugere. Forbrugeren kan købe produkter, vedkommende ellers ikke ville have råd til. Deen lavere fremstillings- og salgspris sikrer producenten et større salg. Samlet set er samfundet dermed blevet rigere. Industrialiseringen kan dog også give problemer af såvel kortsigtet som langsigtet karakter.

### Nye beskæftigelsesmuligheder
Industrialisering giver nye beskæftigelsesmuligheder. Ofte – men langt fra altid – er industrialiseringen sket ved at bruge kunstige kraftkilder i eksisterende virksomheder i byerne eller ved at opbygge nye industrier. Også i landområderne skød fabrikker op, og omkring dem opstod nye byer. I Danmarks kendes således mange vejbyer og stationsbyer. Som følge af de mange nye arbejdspladser i byerne satte industrialiseringen gang i en øget urbanisering, hvor store grupper af mennesker flyttede fra land til by. Ikke alle fandt arbejde i byen, og mange lod sig friste eller så ikke anden udvej end at udvande. Fra Europa udvandrede mange millioner til Nordamerika.

### Arbejdsmiljøet
Arbejdsmiljøet ændres af det mere intensive og specialiserede arbejde. Lange arbejdsdage med gentagent, ensidigt arbejde kan føre til nedslidning af industriarbejdere. Alt efter hvordan, teknologien udvikler sig og bliver brugt, kan teknologien aflaste industriarbejderen for det mest nedslidende arbejde. Omvendt kan den teknologiske udvikling også betyde, at industriarbejderen bliver udsat for andre og nye risici end tidligere, eksempelvis støjskader og skader som følge af brug af kemikalier.

### Bedre udnyttelse af råstoffer og energi
Det mere intensive udnyttelse af råstoffer og energiressourcerne træ, kul, olie kan betyde et langt hårdere pres på naturgrundlaget. Ofte må råstofferne transporteres over længere afstande fra miner, skove og landbrug til fabrikker i byerne. Det store forbrug af råstoffer kan føre til rovdrift på naturen.

### Affald
Industrialisering har en række afledte effekter i form af forurening, både med fast affald, vand- og luftforurening. Globale klimaændringer er også en direkte følge af de voldsomt øgede afbrænding af de fossile brændstoffer. Når kul, olie og gas brændes af, udledes der fossil-kuldioxid (fossil-CO2) til atmosfæren. CO2 er en drivhusgas, som foruden at bidrage til global opvarmning også medfører forsuring af havene.
De mange billige varer, som kan produceres på moderne fabrikker, har ført til et brug-og-smid-væk-samfund. Varerne har kort brugstid og kasseres ofte inden de er slidt op for at blive erstattet af nye varer. De mange kasserede varer skaber et affaldsproblem. En del af løsningen er genbrug og genanvendelse, hvor materialerne går i ring.

## Flere mennesker og nye levevilkår
Jæger- og samlersamfundet gav plads for højst én person pr. kvadratkilometer i de frugtbare områder. Den samlede verdensbefolkning før landbrugsrevolutionen antages at have være 5-10 millioner mennesker. Befolkningstætheden i de rene landbrugssamfund var under gunstige forhold 30-40 mennesker pr. kvadratkilometer. Hvis antallet i kortere perioder steg over dette niveau, ville hungerkatastrofer og epidemier typisk nedbringe befolkningsoverskuddet. Før den industrielle revolution levede der omkring 750 millioner på Jorden. Grænseværdien for industrisamfundets befolkningstæthed kendes endnu ikke med sikkerhed, men den giver i store områder plads til 300 mennesker pr. kvadratkilometer. Kan kloden bære en samlet befolkning på de 10 milliarder mennesker, som den bevæger sig imod? For at kunne svare på det spørgsmål, må nye livsforandrende faktorer som globale klimaændringer og havenes forsuring inddrages.
Industrialisering betyder en overgang fra subsistensøkonomi, hvor det store flertal anvender den overvejende del af tiden og kræfterne på at skaffe sig mad, til et forbrugersamfund, hvor mennesket til stadighed forrykker behovsgrænsen fremad. Dette er overvejende resultatet af, at adgangen til materielle goder for det store flertal af befolkningen øges radikalt.
Selv om lykke omfatter andre faktorer end de her nævnte, og der også findes negative poster i regnskabet, er der ikke tvivl om, at den industrielle revolution sammenfattende har bidraget til en rigere verden, hvor mange flere mennesker kan leve bedre og meget længere end før. Prisen har været en stadigt større arbejdsindsats og rovdrift på naturressourcer, som for eksempel regnskove og fossile brændstoffer. Mens jægere og samlere kan skaffe sig det nødvendige ved et par timers arbejde om dagen, må man i dag præstere mange timers dagligt arbejde.

## Industrialiseringsprocessen blev påvirket af kornsalgsperioden
Den øgede efterspørgsel betød voksende produktion, beskæftigelse og indkomster, og dermed yderligere voksende efterspørgsel. En sådan selvforstærkende vækstproces kaldes en opgangskonjunktur. I Danmark forplantede den såkaldte kornsalgsperiodes vækst i landbruget sig til byerhvervene fra omkring 1840. Kornsalget førte til at landmændene blev bedre økonomisk stillede, grundet den større indkomst. De første der fik fordel af kornsalget var købmændene, som opkøbte og videresolgte kornet. Landbrugets efterspørgsel efter redskaber skabte grundlag for jernstøberier og maskinværksteder.